# Материаловедение

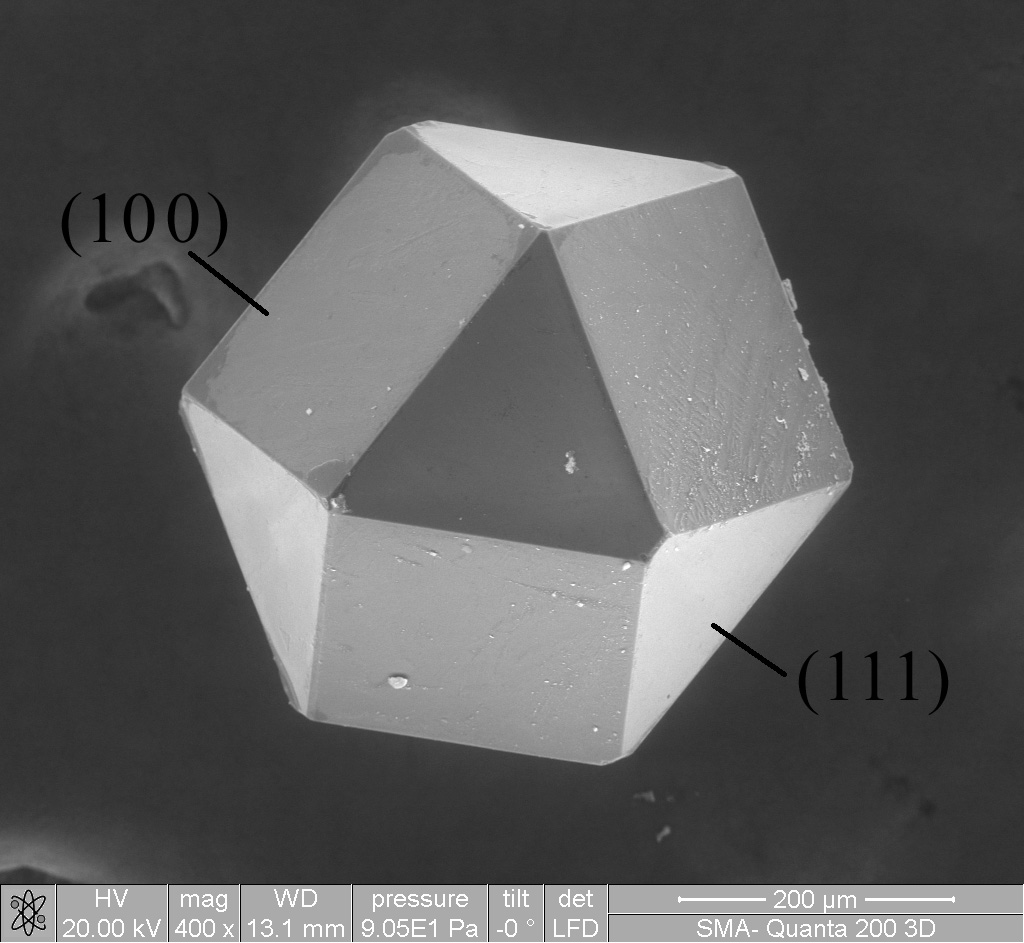
Изображение алмазного кубооктаэдра с семью кристаллографическими плоскостями, полученное с помощью сканирующей электронной микроскопии.

Материаловедение (от лат. материал и рус. ведать) — междисциплинарный раздел науки, изучающий изменения свойств материалов как в твёрдом, так и в жидком состоянии в зависимости от некоторых факторов. К изучаемым свойствам относятся: структура веществ, электронные, термические, химические, магнитные, оптические свойства этих веществ. Материаловедение можно отнести к тем разделам физики и химии, которые занимаются изучением свойств материалов. Кроме того, эта наука использует целый ряд методов, позволяющих исследовать структуру материалов. При изготовлении наукоёмких изделий в промышленности, особенно при работе с объектами микро- и наноразмеров необходимо детально знать характеристику, свойства и строение материалов. Решить эти задачи и призвана наука — материаловедение. Оно охватывает разработку и открытие новых материалов, особенно твердых тел. Интеллектуальные истоки материаловедения восходят к эпохе Просвещения, когда исследователи начали использовать аналитическое методы из химии, физики и инженерии, чтобы понять древние феноменологические наблюдения в металлургии и минералогии. Материаловедение по-прежнему включает в себя элементы физики, химии и инженерных наук. Таким образом, эта область долгое время рассматривалась академическими учреждениями как подобласть этих смежных областей. Начиная с 1940-х годов, материаловедение стало получать более широкое признание как особая и обособленная область науки и техники, и крупные технические университеты по всему миру создали специальные школы для её изучения.
Материаловеды подчеркивают понимание того, как история материала (обработки) влияет на его структуру и, следовательно, на свойства и характеристики материала. Понимание взаимосвязей обработка-структура-свойства называется парадигмой материалов. Эта парадигма используется для углубления понимания в различных областях исследований, включая нанотехнологии, биоматериалы и металлургию.
Материаловедение также является важной частью судебной экспертизы и анализа отказов – исследование материалов, продуктов, конструкций или компонентов, которые выходят из строя или не функционируют должным образом, что приводит к травмам или повреждению имущества. Такие расследования — это ключ к пониманию, например, причин различных авиационных происшествий и инцидентов.

## История

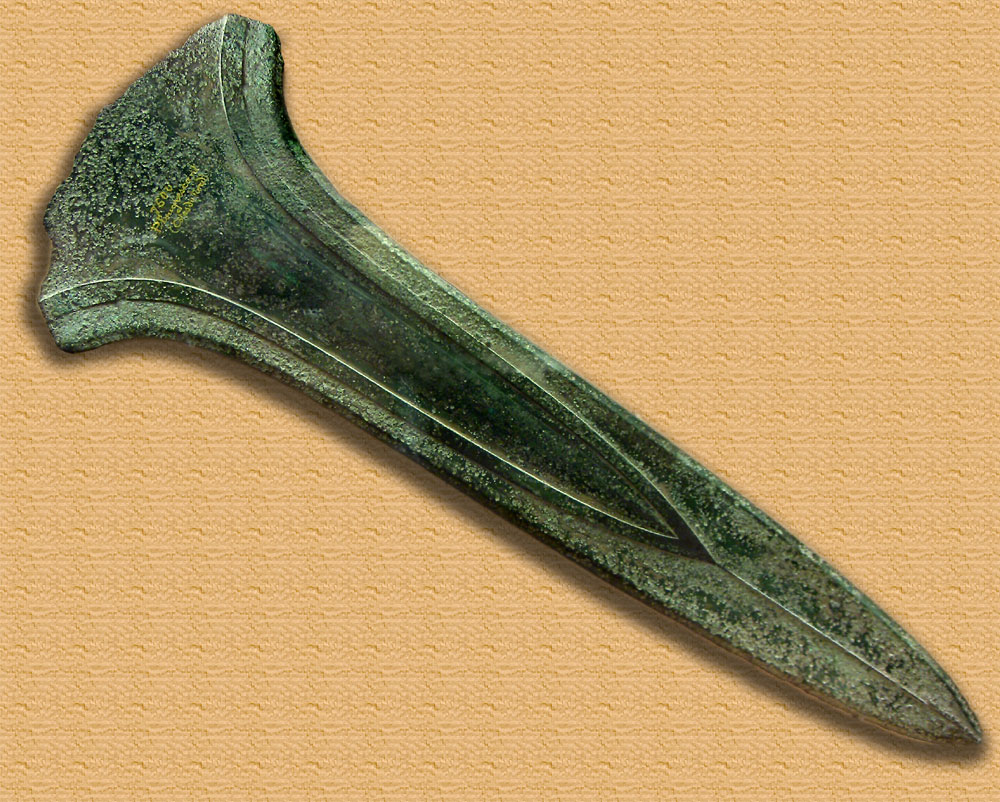
Меч или кинжал позднего бронзового века

Выбор материала той или иной эпохи часто является определяющим моментом. Такие фразы, как каменный век, бронзовый век, железный век и стальной век, являются историческими, хотя и произвольными примерами. Исходя из производства керамики и производной от неё металлургии, материаловедение является одной из старейших форм инженерии и прикладной науки. Современное материаловедение возникло непосредственно из металлургии, которая, в свою очередь, возникла из горнодобывающей промышленности и (вероятно) керамики, а ранее — из использования огня. Главный прорыв в понимании материалов произошёл в конце 19 века, когда американский ученый Джозайя Уиллард Гиббс продемонстрировал, что термодинамические свойства, зависящие от атомной структуры в различных фазах, связаны с физическими свойствами материала. Важные элементы современного материаловедения были продуктами космической гонки; понимание и разработка металлических сплавов, кремнезема и углеродных материалов, используемых в создании космических аппаратов, позволяющих исследовать космос. Материаловедение является движущей силой развития революционных технологий, таких как каучуки, пластмассы, полупроводники и биоматериалы.
До 1960-х годов (а в некоторых случаях спустя десятилетия) многие разделы материаловедения были разделами металлургии или наук о керамике, что отражало упор на металлы и керамику в XIX и начале XX века. Рост исследований в материаловедении в Соединённых Штатах был частично вызван Управлением перспективных исследовательских проектов, которое в начале 1960-х годов профинансировало ряд университетских лабораторий, «чтобы расширить национальную программу фундаментальных исследований и подготовки кадров в области материаловедения». С тех пор эта область расширилась и включает все классы материалов, включая керамику, полимеры, полупроводники, магнитные материалы, биоматериалы и наноматериалы, которые обычно делятся на три отдельные группы: керамика, металлы и полимеры. Заметным изменением в материаловедении за последние десятилетия стало активное использование компьютерного моделирования для поиска новых материалов, предсказания свойств и понимания явлений.

## Основы

Материальная парадигма представлена в виде тетраэдра.

Материал определяется как вещество (чаще всего твердое, но могут быть включены и другие конденсированные фазы), которое предназначено для использования в определённых областях применения. Вокруг нас множество материалов; их можно найти в чём угодно, от зданий и автомобилей до космических кораблей. Основные классы материалов — это металлы, полупроводники, керамика и полимеры. Новые и современные материалы, которые разрабатываются, включают наноматериалы, биоматериалы и энергетические материалы, и это лишь некоторые из них.
В основе материаловедения лежит изучение взаимосвязи между структурой материалов, методами обработки для получения этого материала и получаемыми в результате свойствами материала. Сложная комбинация всех этих аспектов обеспечивает характеристики материала в конкретном применении. Многие характеристики во многих масштабах длины влияют на характеристики материала, начиная с составляющих химических элементов, его микроструктуры и макроскопических характеристик в результате обработки. Вместе с законами термодинамики и кинетики материаловеды стремятся понять и улучшить материалы.

### Структура
Структура — одна из важнейших составляющих области материаловедения. Материаловедение изучает структуру материалов от атомного масштаба до макроуровня. Характеризация — это способ, которым материаловеды исследуют структуру материала. Сюда входят такие методы, как дифракция рентгеновских лучей, электронов или нейтронов, а также различные формы спектроскопии и химического анализа, такие как рамановская спектроскопия, энергодисперсионная спектроскопия, хроматография, термический анализ, анализ с помощью электронного микроскопа и так далее.
Структура изучается на следующих уровнях.

#### Атомная структура
Это касается атомов материалов и того, как они устроены, располагаясь в молекулы, кристаллы и так далее. Многие электрические, магнитные и химические свойства материалов возникают на этом уровне структуры. Используемые масштабы длины указаны в ангстремах (Å). Химическая связь и расположение атомов (кристаллография) имеют фундаментальное значение для изучения свойств и поведения любого материала.

##### Атомные связи
Чтобы получить полное представление о структуре материала и о том, как она соотносится с его свойствами, материаловед должен изучить, как различные атомы, ионы и молекулы расположены и связаны друг с другом. Это включает в себя изучение и использование квантовой химии или квантовой физики. Физика твердого тела, химия твердого тела и физическая химия также вовлечены в изучение атомных связей и структуры.

##### Кристаллография

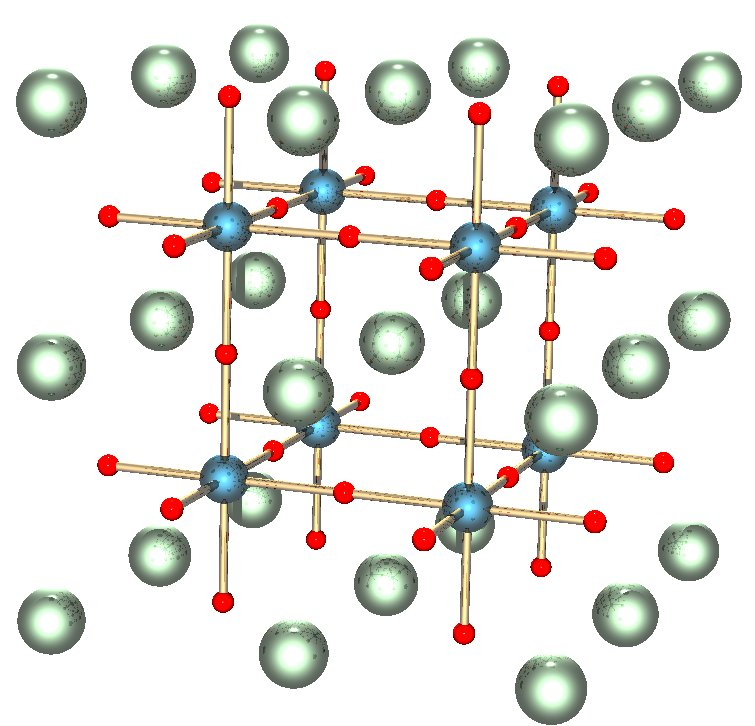
Кристаллическая структура перовскита с химической формулой ABX_{3}

Кристаллография — это наука, изучающая расположение атомов в кристаллических твердых телах. Кристаллография — полезный инструмент для материаловедов. В монокристаллах эффекты кристаллического расположения атомов часто легко увидеть на макроскопическом уровне, потому что естественные формы кристаллов отражают атомную структуру. Кроме того, физические свойства часто контролируются кристаллическими дефектами. Понимание кристаллических структур — важная предпосылка для понимания кристаллографических дефектов. В основном материалы встречаются не в виде монокристаллов, а в поликристаллической форме, то есть как совокупность мелких кристаллов или зерен с разной кристаллографической ориентацией. По этой причине метод порошковой дифракции, в котором используются дифракционные картины от поликристаллических образцов с большим количеством кристаллов, играет важную роль в определении структуры. Большинство твёрдых материалов имеют кристаллическую структуру, но некоторые важные материалы не имеют регулярной кристаллической структуры. Полимеры обладают различной степенью кристалличности, и многие из них полностью некристаллические. Стекло, некоторые керамические изделия и многие природные материалы имеют аморфную структуру, не обладающую дальним порядком в расположении атомов. Изучение полимеров сочетает в себе элементы химической и статистической термодинамики, чтобы дать термодинамическое и механическое описание их физических свойств.

#### Наноструктура

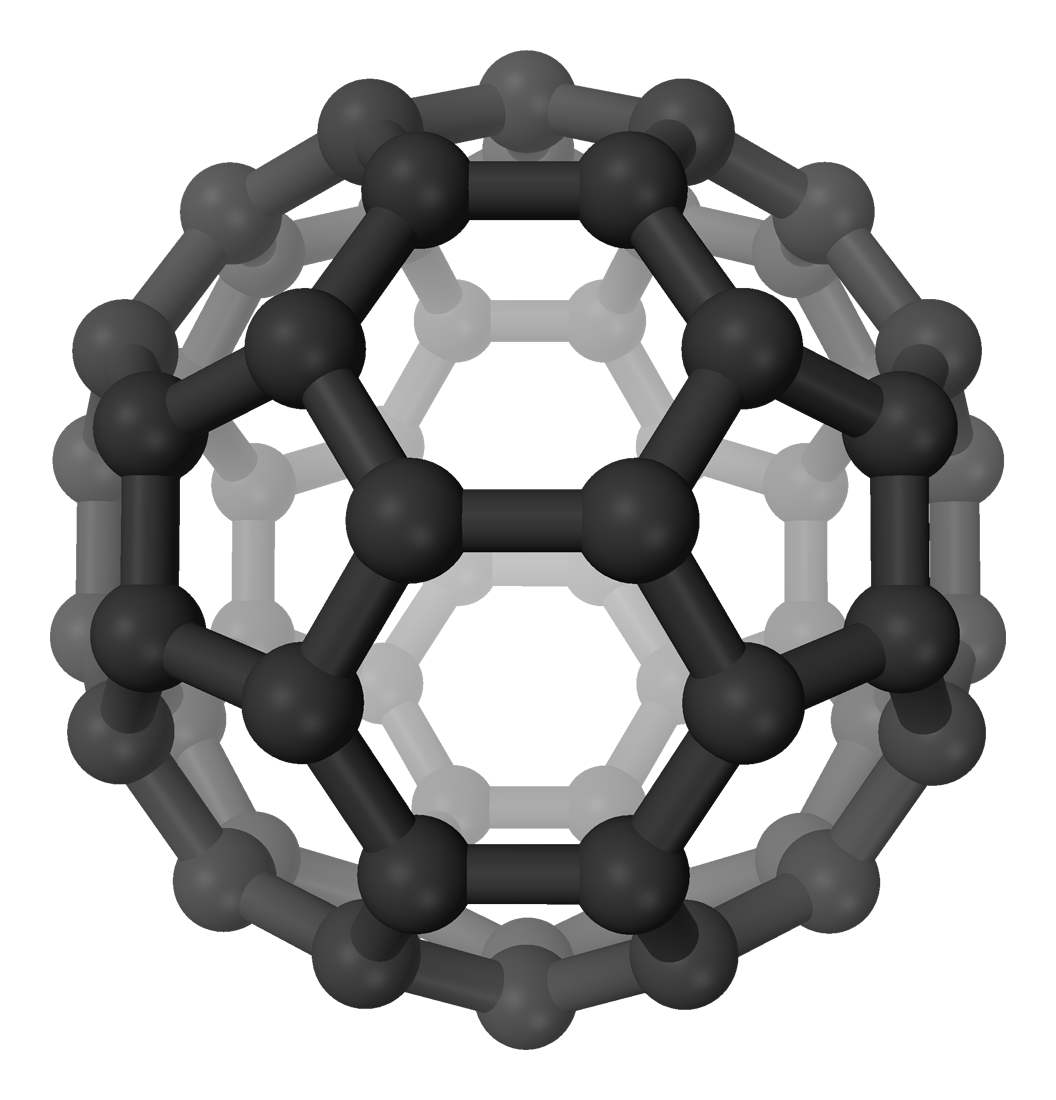
Бакминстерфуллереновая наноструктура

Материалы, атомы и молекулы которых образуют структуры в наномасштабе (то есть они образуют наноструктуру), называются наноматериалами. Наноматериалы являются предметом интенсивных исследований в сообществе материаловедов из-за уникальных свойств, которые они демонстрируют.
Наноструктура имеет дело с объектами и структурами, которые находятся в диапазоне от 1 до 100 нм. Во многих материалах атомы или молекулы агломерируются вместе, образуя объекты на наноуровне. Это обуславливает множество их интересных электрических, магнитных, оптических и механических свойств.
При описании наноструктур необходимо различать количество измерений в нанодиапазоне.
Наноструктурные поверхности имеют одно измерение в наномасштабе, то есть только толщина поверхности объекта составляет от 0,1 до 100 нм.
Нанотрубки имеют два измерения в наномасштабе, то есть диаметр трубки составляет от 0,1 до 100 нм; а его длина может быть намного больше.
Наконец, сферические наночастицы имеют три измерения в наномасштабе, то есть частицы имеют размер от 0,1 до 100 нм в каждом пространственном измерении. Термины наночастицы и ультрадисперсные частицы часто используются как синонимы, хотя их размеры могут достигать микрометрового диапазона. Термин «наноструктура» часто используется в отношении магнитных технологий. Наноразмерную структуру в биологии часто называют ультраструктурой.

#### Микроструктура

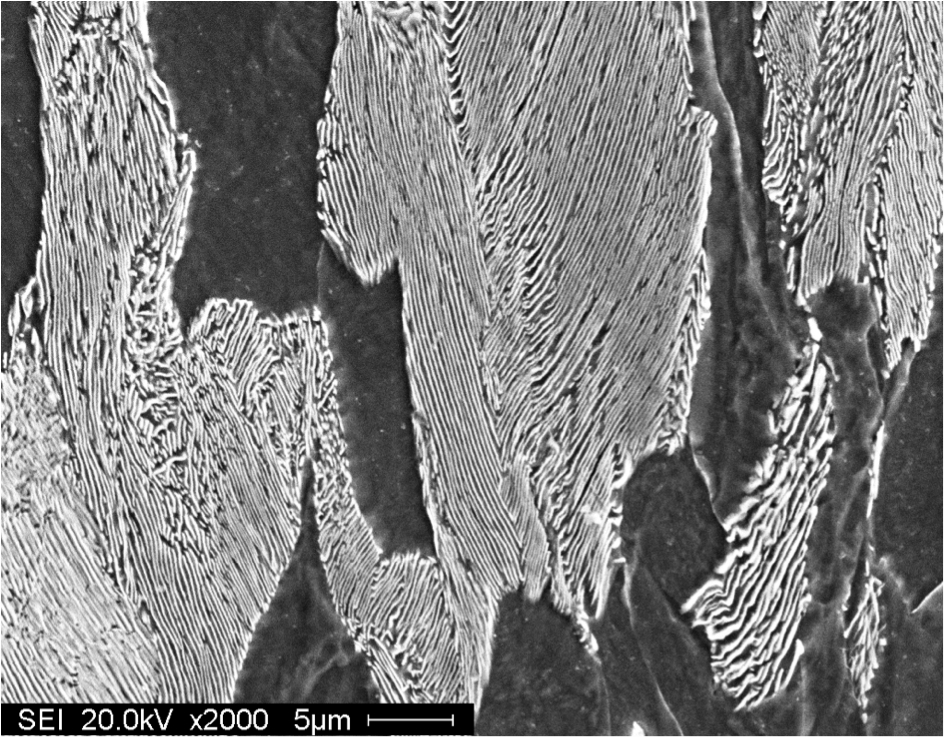
Микроструктура перлита

Микроструктура определяется как структура подготовленной поверхности или тонкой фольги материала, выявленная под микроскопом при увеличении более 25 раз. Она имеет дело с объектами от 100 нм до нескольких сантиметров. Микроструктура материала (который в широком смысле можно разделить на металлические, полимерные, керамические и композитные) может сильно влиять на физические свойства, такие как прочность, ударная вязкость, пластичность, твердость, коррозионная стойкость, поведение при высоких или низких температурах, износостойкость и так далее. Большинство традиционных материалов (таких как металлы и керамика) микроструктурированы.
Изготовление идеального кристалла из материала физически невозможно. Например, любой кристаллический материал будет содержать дефекты, такие как преципитат, границы зерен (соотношение Холла — Петча), вакансии, межузельные атомы или замещающие атомы. Микроструктура материалов выявляет эти более крупные дефекты, а успехи в моделировании позволили лучше понять, как дефекты могут быть использованы для улучшения свойств материала.

#### Макроструктура
Макроструктура — это внешний вид материала в масштабе от миллиметров до метров, это структура материала, то есть видимая невооружённым глазом.

### Характеристики
Материалы демонстрируют множество свойств, в том числе следующие.
- Механические свойства см. Прочность материалов.
- Химические свойства, см. Химия.
- Электрические свойства, см. Электричество.
- Тепловые свойства, см. Термодинамика
- Оптические свойства, см. Оптика и фотоника.
- Магнитные свойства, см. Магнетизм

Свойства материалов определяют их удобство использования и, следовательно, их инженерное применение.

### Обработка
Синтез и обработка включают создание материала с желаемой микронаноструктурой. С инженерной точки зрения материал нельзя использовать в промышленности, если для него не разработан экономичный метод производства. Таким образом, обработка материалов жизненно важна для материаловедения. Для разных материалов требуются разные методы обработки или синтеза. Например, обработка металлов исторически имела очень большое значение и изучается в рамках раздела материаловедения, называемого «металлургия» . Кроме того, химические и физические методы также используются для синтеза других материалов, таких как полимеры, керамика, тонкие пленки и так далее. В начале 21 века разрабатываются новые методы синтеза наноматериалов, таких как графен.

### Термодинамика

Фазовая диаграмма для двойной системы, отображающая эвтектическую точку

Термодинамика изучает теплоту и температуру и их связь с энергией и работой. Она определяет макроскопические переменные, такие как внутренняя энергия, энтропия и давление, которые частично описывают материю или излучение. В ней говорится, что поведение этих переменных подчиняется общим ограничениям для всех материалов. Эти общие ограничения выражены в виде четырёх законах термодинамики. Термодинамика описывает объемное поведение тела, а не микроскопическое поведение очень большого числа его составляющих частей, таких как молекулы. Поведение этих микроскопических частиц описывается статистической механикой, а законы термодинамики вытекают из неё.
Изучение термодинамики является фундаментальным для материаловедения. Она формирует основу для изучения общих явлений в материаловедении и инженерных науках, включая химические реакции, магнетизм, поляризуемость и упругость. Это также помогает в понимании фазовых диаграмм и фазового равновесия.

### Кинетика
Химическая кинетика — это исследование скорости, с которой системы, находящиеся вне термодинамического равновесия, изменяются под действием различных сил. Применительно к материаловедению она имеет дело с тем, как материал изменяется со временем (переходит из неравновесного состояния в равновесное) из-за приложения определённого внешнего воздействия. Она подробно описывает скорость различных процессов, происходящих в материалах, включая форму, размер, состав и структуру. Диффузия важна при изучении кинетики, поскольку это наиболее распространённый механизм, с помощью которого материалы претерпевают изменения. Кинетика важна при обработке материалов, потому что, среди прочего, она детализирует, как микроструктура изменяется при приложении тепла.

## Исследования
Материаловедение — активная область исследований. Наряду с кафедрами материаловедения, исследованиями материалов занимаются кафедры физики, химии и многие инженерные науки. Исследование материалов охватывает широкий круг тем, следующий неполный список выделяет несколько важных областей исследования.

### Наноматериалы

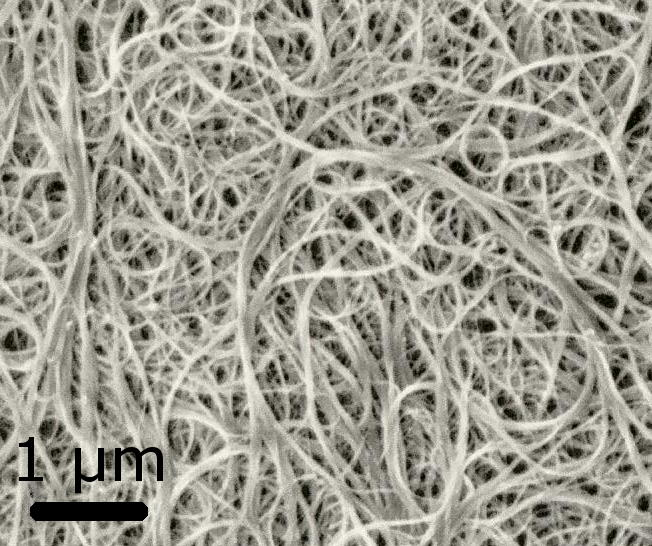
Изображение пучков углеродных нанотрубок, полученное с помощью сканирующей электронной микроскопии

Наноматериалы описывают, в принципе, материалы, размер одного элемента которых (по крайней мере, в одном измерении) составляет от 1 до 1000 нанометров (10−9 метров), но обычно составляет от 1 нм до 100 нм. В исследованиях наноматериалов используется подход к нанотехнологиям, основанный на науке о материалах, с использованием достижений в метрологии и синтезе материалов, которые были разработаны для поддержки исследований в области микротехнологий. Материалы со структурой на наномасштабе часто обладают уникальными оптическими, электронными и механическими свойствами. Область наноматериалов слабо организована, как и традиционная область химии, в органические (на основе углерода) наноматериалы, такие как фуллерены и неорганические наноматериалы на основе других элементов, таких как кремний. Примеры наноматериалов включают фуллерены, углеродные нанотрубки, нанокристаллы и так далее.

### Биоматериалы

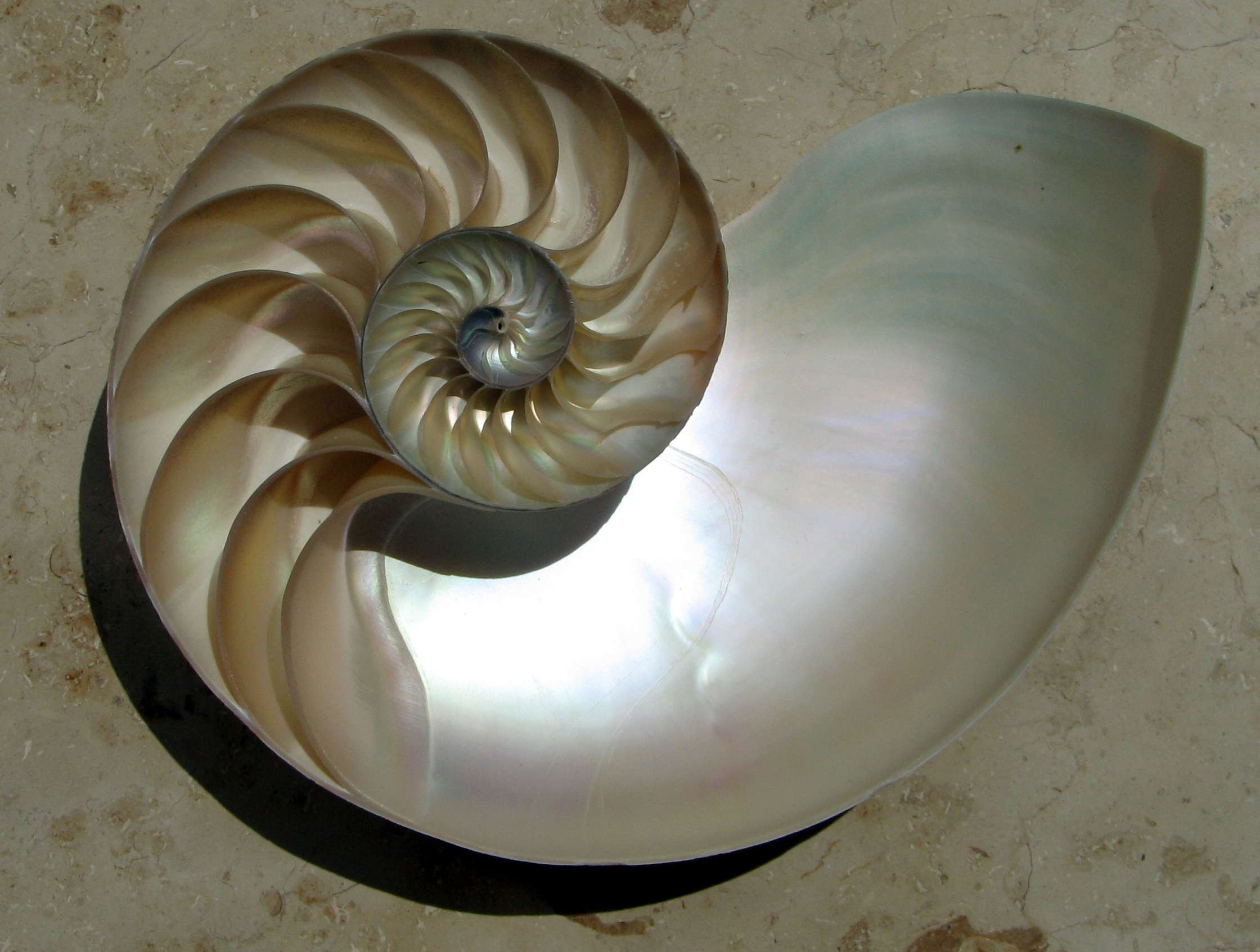
Переливающийся перламутр внутри раковины наутилуса

Биоматериал — это любой материал, поверхность или конструкция, которые взаимодействуют с биологическими системами. Исследование биоматериалов называется биоматериаловедением. За свою историю наука пережила устойчивый и сильный рост и многие компании инвестировали большие суммы денег в разработку новых продуктов. Наука о биоматериалах включает в себя элементы медицины, биологии, химии, тканевой инженерии и материаловедения.
Биоматериалы могут быть взяты либо из природы, либо синтезированы в лаборатории с использованием различных химических подходов с использованием металлических компонентов, полимеров, биокерамики или композитных материалов. Они часто предназначены или адаптированы для медицинских приложений, таких как биомедицинские устройства, которые выполняют, дополняют или заменяют естественные функции в организме. Такие функции могут быть доброкачественными, например, при использовании сердечного клапана или могут быть биоактивными с более интерактивными, такими как имплантаты бедра, покрытые гидроксилапатитом. Биоматериалы также используются каждый день в стоматологии, хирургии и адресной доставке лекарств. Например, конструкцию с пропитанными фармацевтическими продуктами можно поместить в тело, что позволяет пролонгировать высвобождение лекарства в течение продолжительного периода времени. Биоматериал также может представлять собой аутотрансплантат, аллотрансплантат или ксенотрансплантат, используемый в качестве материала для трансплантации органов.

### Электронные, оптические и магнитные материалы

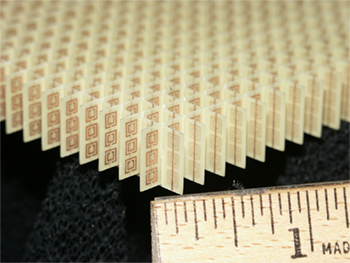
Метаматериал с отрицательным индексом преломления

Полупроводники, металлы и керамика сегодня используются для формирования очень сложных систем, таких как интегральные электронные схемы, оптоэлектронные устройства, а также магнитные и оптические носители информации. Эти материалы составляют основу нашего современного компьютерного мира, и таким образом исследования этих материалов имеют жизненно важное значение.
Полупроводники — традиционный пример таких материалов. Это материалы, которые имеют промежуточные свойства между проводниками и изоляторами. Их электропроводность очень чувствительна к концентрации примесей, что позволяет использовать легирование для достижения желаемых электронных свойств. Полупроводники составляют основу традиционного компьютера.
Эта область также включает новые области исследований, такие как сверхпроводящие материалы, спинтроника, метаматериалы и так далее. Изучение этих материалов требует знания материаловедения и физики твердого тела или физики конденсированного состояния.

### Численные методы в материаловедении
С продолжающимся увеличением вычислительной мощности стало возможным моделирование поведения материалов. Это позволяет материаловедам понимать поведение и механизмы, разрабатывать новые материалы и объяснять свойства, которые ранее были плохо изучены. Усилия, связанные с интегрированной вычислительной инженерией материалов, теперь сосредоточены на сочетании численных методов с экспериментами, чтобы резко сократить время и усилия по оптимизации свойств материалов для конкретного приложения. Это включает моделирование материалов на всех масштабах длины с использованием таких методов, как теория функционала плотности, молекулярная динамика, метод Монте-Карло, динамика дислокаций, фазовое поле, метод конечныйх элементов и многие другие.

## Промышленность
Радикальные достижения в области материалов могут стимулировать создание новых продуктов или даже новых отраслей, но стабильные отрасли также используют специалистов по материалам для внесения дополнительных улучшений и устранения проблем с используемыми в настоящее время материалами. Промышленные применения материаловедения включают проектирование материалов, компромисс между рентабельностью при промышленном производстве материалов, методы обработки (литье, прокатка, сварка, ионная имплантация, рост кристаллов, осаждение тонких пленок, спекание, выдувание стекла и так далее) и аналитические методы. Методы характеризации включают, такие как электронная микроскопия, дифракция рентгеновских лучей, калориметрия, ядерная микроскопия, обратное рассеяние Резерфорда, дифракция нейтронов, малоугловое рассеяние рентгеновских лучей и так далее.
Помимо характеристики материала, ученый-материаловед или инженер также занимается извлечением материалов и преобразованием их в полезные формы. Таким образом, литье слитков, методы литья, извлечение из доменной печи и электролитическое извлечение — все это часть необходимых знаний инженера по материалам. Часто присутствие, отсутствие или изменение незначительных количеств вторичных элементов и соединений в сыпучем материале сильно влияет на конечные свойства производимых материалов. Например, стали классифицируются на основе 1/10 и 1/100 массовых процентов углерода и других содержащихся в них легирующих элементов. Таким образом, методы извлечения и очистки, используемые для извлечения железа в доменной печи, могут повлиять на качество производимой стали.

### Керамика и стекло

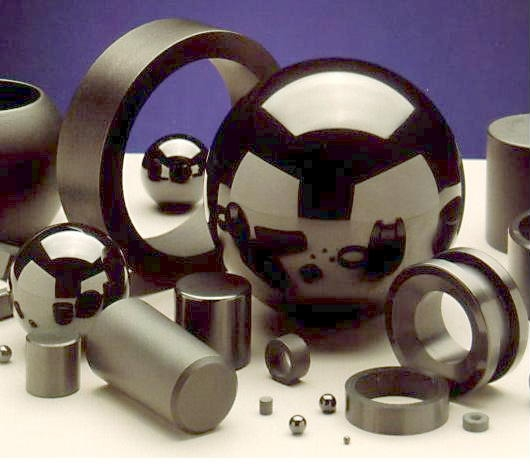
Керамические подшипники Si_{3}N_{4}

Ещё одно применение материаловедения — это структуры керамики и стекла, обычно связанные с наиболее хрупкими материалами. Химические связи в керамике и стекле имеют ковалентные и ионно-ковалентные типы с SiO2 (диоксид кремния или кремнезем) в качестве основного строительного блока. Керамика мягкая, как глина, или твердая, как камень и бетон. Обычно они имеют кристаллическую форму. Большинство стекол содержат оксид металла, сплавленный с кремнеземом. При высоких температурах, используемых для изготовления стекла, материал представляет собой вязкую жидкость. При охлаждении структура стекла переходит в аморфное состояние. Также доступны стекловолокна. Устойчивое к царапинам стекло Corning Gorilla Glass — хорошо известный пример применения материаловедения для значительного улучшения свойств обычных компонентов. Алмаз и углерод в его графитовой форме считаются керамикой.
Техническая керамика известна своей жесткостью и стабильностью при высоких температурах, сжатии и приложении электрического напряжения. Глинозем, карбид кремния и карбид вольфрама производятся из тонкого порошка составляющих их компоненты в процессе спекания со связующим веществом. Горячее прессование обеспечивает более высокую плотность материала. Химическое осаждение из паровой фазы может использоваться для нанесения керамических пленок на другой материал. Керметы — это керамические частицы, содержащие некоторые металлы. Износостойкость инструментов достигается за счет цементированных карбидов с металлической фазой кобальта и никеля, обычно добавляемой для изменения их свойств.

### Композиты

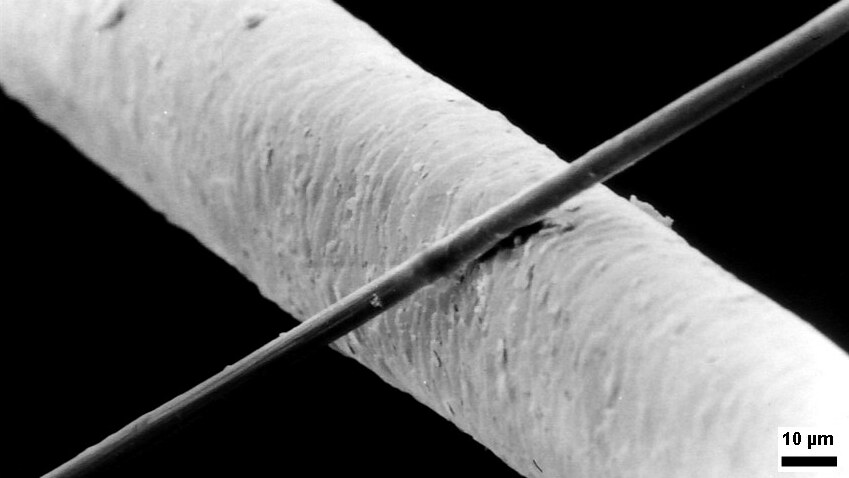
Углеродная нить диаметром 6 мкм (идущая снизу слева направо), расположенная на гораздо более крупном человеческом волосе.

Ещё одно применение материаловедения в промышленности — создание композитных материалов. Это структурированные материалы, состоящие из двух или более макроскопических фаз.
Области применения варьируются от конструктивных элементов, таких как железобетон, до теплоизоляционных плиток, которые играют ключевую и неотъемлемую роль в системе тепловой защиты космического шаттла НАСА, которая используется для защиты поверхности шаттла от тепла при входе в атмосферу Земли. Одним из примеров является армированный углерод-углерод (RCC), светло-серый материал, который выдерживает температуры до 1510 °C (2750 °F) и защищает передние кромки крыла и носовую часть космического челнока. RCC представляет собой ламинированный композитный материал, изготовленный из графитовой вискозной ткани и пропитанный фенольной смолой. После отверждения при высокой температуре в автоклаве ламинат подвергается пиролизу для превращения смолы в углерод, пропитывается фурфуриловым спиртом в вакуумной камере и подвергается пиролизу отверждения для превращения спирта фурфурола в углерод. Чтобы обеспечить стойкость к окислению для возможности повторного использования, внешние слои RCC преобразованы в карбид кремния.
Другие примеры можно увидеть в «пластиковых» корпусах телевизоров, сотовых телефонов и так далее. Эти пластиковые оболочки обычно представляют собой композитный материал, состоящий из термопластической матрицы, такой как акрилонитрилбутадиенстирол (АБС), в который добавлены мел из карбоната кальция, тальк, стекловолокно или углеродные волокна для дополнительной прочности или объёма. Эти добавки могут быть названы армирующими волокнами или диспергаторами, в зависимости от их назначения.

### Полимеры

Повторяющаяся единица полимерного полипропилена

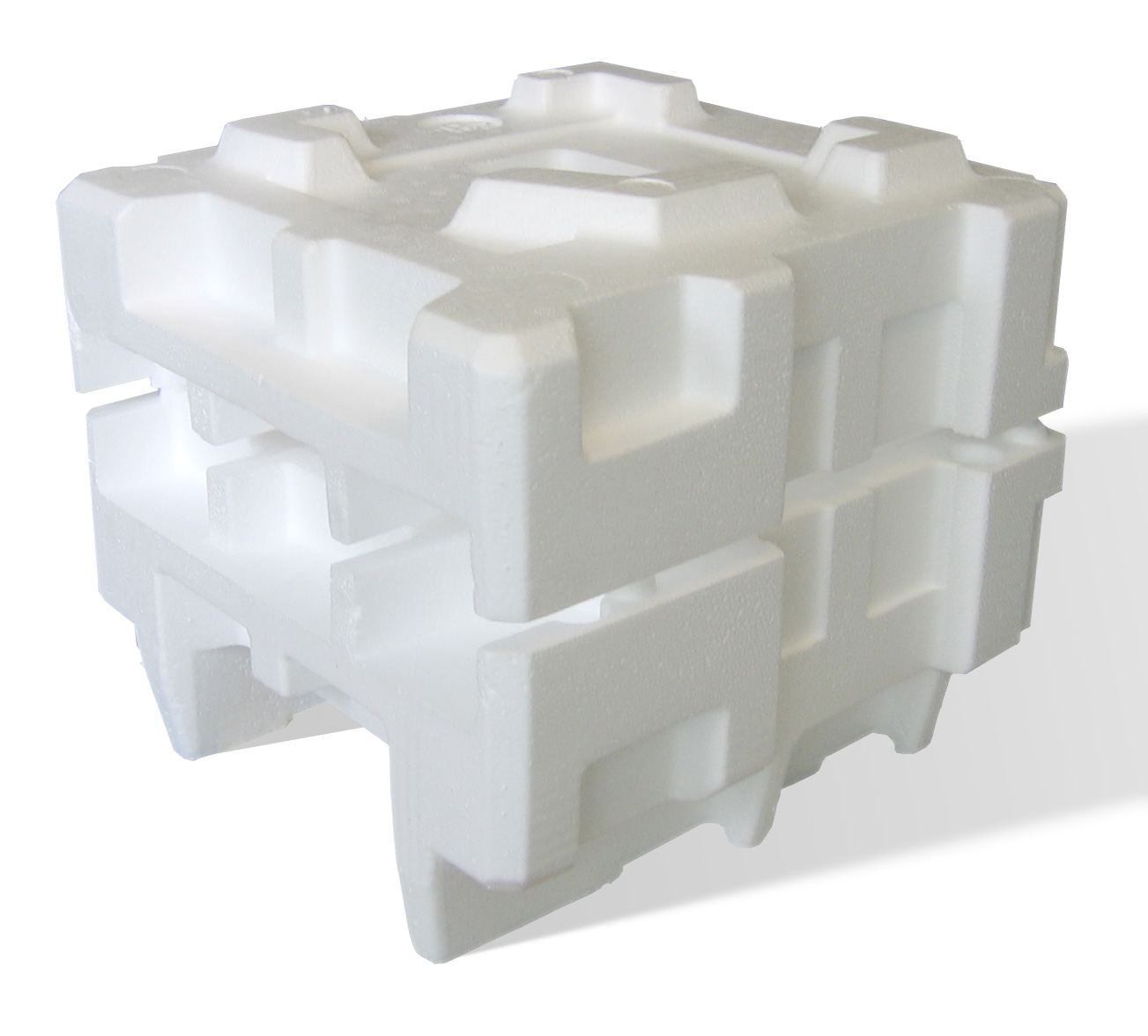
Упаковка из вспененного полистирола

Полимеры — это химические соединения, состоящие из большого количества идентичных компонентов, связанных между собой как цепи. Они являются важной частью материаловедения. Полимеры — это сырье (смолы), используемое для производства так называемых пластмасс и резины. Пластмассы и резина на самом деле являются конечным продуктом, созданным после того, как один или несколько полимеров или добавок добавляются в смолу во время обработки, которой затем придается окончательная форма. Пластмассы, которые повсеместны и в настоящее время широко используются, включают полиэтилен, полипропилен, поливинилхлорид (ПВХ), полистирол, нейлон, полиэфиры, акрил, полиуретаны и поликарбонаты, а также распространённые каучуки — это натуральный каучук, стирол-бутадиеновый каучук, хлоропрен и бутадиеновый каучук. Пластмассы обычно подразделяются на товарные, специальные и инженерные.
Поливинилхлорид (ПВХ) широко используется, недорог, а объёмы производства велики. Он пригоден для широкого спектра применений, от искусственной кожи до электрической изоляции и кабелей, упаковки и контейнеров. Его изготовление и обработка просты и хорошо налажены. Универсальность ПВХ обусловлена широким спектром пластификаторов и других добавок, которые изменяют его свойства. Термин «добавки» в науке о полимерах относится к химическим веществам и соединениям, добавляемым к полимерной основе для изменения свойств материала.
Поликарбонат считается примером инженерного пластика (другие примеры включают PEEK, ABS). Такие пластмассы ценятся за их превосходную прочность и другие особые свойства материала. Обычно они не используются для одноразового использования, в отличие от товарных пластиков.
Специальные пластики — это материалы с уникальными характеристиками, такими как сверхвысокая прочность, электрическая проводимость, электрофлуоресценция, высокая термостойкость и так далее.
Границы между различными типами пластмасс основаны не на материалах, а на их свойствах и применении. Например, полиэтилен — дешёвый полимер с низким коэффициентом трения, обычно используемый для изготовления одноразовых пакетов для покупок и мусора. Он считается товарным пластиком, тогда как полиэтилен средней плотности (MDPE) используется для подземных газовых и водопроводных труб, а другая разновидность полиэтилена сверхвысокой молекулярной массы (UHMWPE) представляет собой конструкционный пластик, который широко используется в качестве направляющих для промышленного оборудования и гнезда с низким коэффициентом трения в имплантированных тазобедренных суставах.

### Металлические сплавы

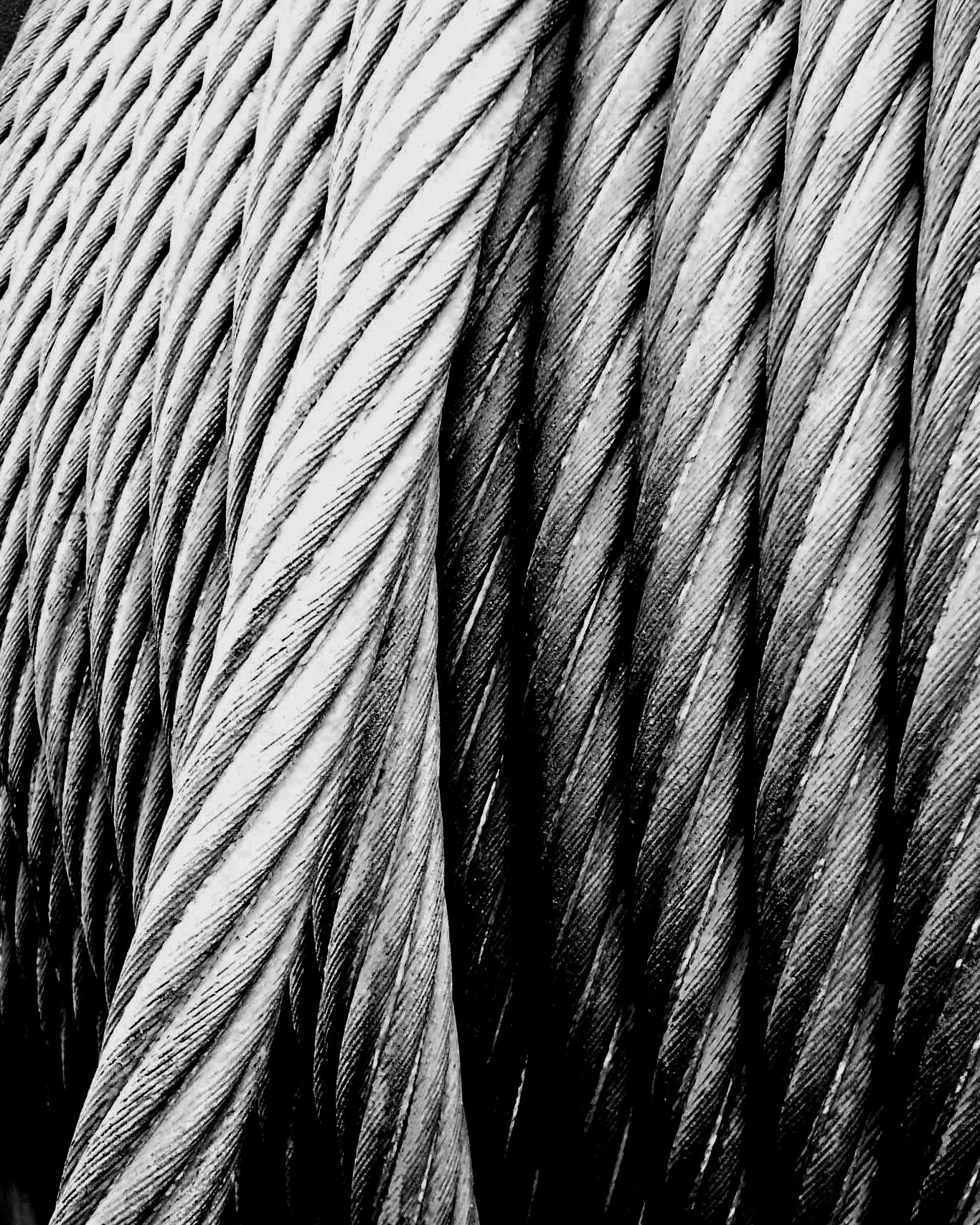
Трос из стального сплава

Изучение металлических сплавов — важный раздел материаловедения. Из всех металлических сплавов, используемых сегодня, сплавы железа (сталь, нержавеющая сталь, чугун, инструментальная сталь, легированные стали) составляют самую большую долю как по количеству, так и по коммерческой стоимости.
Железо, легированное углеродом в различных пропорциях, даёт стали с низким, средним и высоким содержанием углерода. Сплав железа с углеродом считается сталью, только если уровень углерода составляет от 0,01 % до 2,00 %. Что касается сталей, твердость и предел прочности стали связаны с количеством присутствующего углерода, при этом повышение уровня углерода также приводит к снижению пластичности и вязкости. Однако процессы термообработки, такие как закалка и отпуск, могут значительно изменить эти свойства. Чугун определяется как сплав железо-углерод с содержанием углерода более 2,00 %, но менее 6,67 %. Нержавеющая сталь определяется как обычный стальной сплав с содержанием хрома более 10 % по весу. Никель и молибден обычно также добавляются в нержавеющие стали.
Другими важными металлическими сплавами являются сплавы меди, алюминия, титана и магния. Медные сплавы известны давно (с бронзового века), тогда как сплавы трёх других металлов были разработаны относительно недавно. Из-за химической активности этих металлов необходимые процессы электролитической экстракции были созданы относительно недавно. Сплавы алюминия, титана и магния также известны и ценятся за их высокое отношение прочности к весу и, в случае магния, за их способность обеспечивать электромагнитное экранирование. Эти материалы идеальны для ситуаций, когда высокое отношение прочности к весу более важно, чем объемная стоимость, например, в аэрокосмической промышленности и некоторых областях автомобилестроения.

### Полупроводники
Полупроводник — это материал, который имеет сопротивление в области между металлом и изолятором. Его электронные свойства могут сильно изменяться путем преднамеренного введения примесей или легирования. Из этих полупроводниковых материалов могут быть построены такие приборы, как диоды, транзисторы, светодиоды, а также аналоговые и цифровые электрические схемы, что делает их материалами, представляющими интерес для промышленности. Полупроводниковые устройства заменили термоэлектронные устройства (вакуумные лампы) в большинстве приложений. Полупроводниковые устройства производятся как в виде отдельных дискретных устройств, так и в виде интегральных схем (ИС), которые состоят из ряда — от нескольких до миллионов — устройств, изготовленных и соединенных между собой на одной полупроводниковой подложке.
Из всех полупроводников, используемых сегодня, кремний составляет самую большую часть как по количеству, так и по коммерческой стоимости. Монокристаллический кремний используется для изготовления пластин, используемых в полупроводниковой и электронной промышленности. На втором месте после кремния арсенид галлия (GaAs). Из-за более высокой подвижности электронов и насыщения дрейфовой скорости по сравнению с кремнием этот материал более предпочтителен для приложений высокочастотной электроники. Эти превосходные свойства являются вескими причинами для использования схем на основе GaAs в мобильных телефонах, спутниковой связи, двухточечных микроволновых каналах и высокочастотных радиолокационных системах. Другие полупроводниковые материалы включают германий, карбид кремния и нитрид галлия и имеют различные применения.

## Связь с другими областями
Материаловедение развивалось, начиная с 1950-х годов, потому что появилось понимание, что для создания, открытия и разработки новых материалов нужно подходить к ним единым образом. Таким образом, материаловедение и инженерная наука возникли по-разному: переименование и/или объединение существующих кафедр металлургии и керамики; отделение от существующих исследований физики твердого тела, которые переросли в физику конденсированного состояния; привлечение относительно новой полимерной инженерии и науки о полимерах; преобразованные из предыдущих, а также химия, химическая инженерия, машиностроение и электротехника; и другие.
Область материаловедения и инженерные науки важны как с научной таки прикладной точек зрения. Материалы имеют первостепенное значение для инженеров (или других прикладных областей), потому что использование соответствующих материалов имеет решающее значение при проектировании систем. В результате материаловедение становится все более важной частью образования инженера.
Эта область науки по своей природе является междисциплинарной, и материаловеды или инженеры должны знать и использовать методы физика, химика и инженера. Таким образом, с этими полями сохраняется тесная связь. И наоборот, многие физики, химики и инженеры работают в области материаловедения из-за значительного дублирования между этими областями.

## Новые технологии
| Новые технологии                      | Статус | Потенциально вытесняемые технологии                      | Возможные приложения | Статьи по Теме                                                           |
| ------------------------------------- | --- | -------------------------------------------------------- | --- | ------------------------------------------------------------------------ |
| Аэрогель                              | Гипотетические, эксперименты, распространение, раннее использование | Традиционная изоляция, стекло                            | Улучшенная изоляция, изолирующее стекло, если оно может быть прозрачным, рукава для нефтепроводов, авиакосмической промышленности, применения в условиях высоких температур и экстремально низких температур. |                                                                          |
| Аморфный металл                       | Эксперименты | Кевлар                                                   | Броня |                                                                          |
| Проводящие полимеры                   | Исследования, эксперименты, прототипы | Проводники                                               | Более легкие и дешевые провода, антистатические материалы, органические солнечные элементы |                                                                          |
| Фуллерен                              | Эксперименты, распространение | Синтетический алмаз и углеродные нанотрубки (Buckypaper) | Программируемая материя |                                                                          |
| Графен                                | Гипотетические, эксперименты, распространение, раннее использование | Интегральная схема на основе кремния                     | Компоненты с более высоким отношением прочности к весу, транзисторы, работающие на более высоких частотах, более низкая стоимость экранов дисплеев в мобильных устройствах, накопители водорода для автомобилей с топливными элементами, системы фильтрации, более долговечные и быстро заряжающиеся батареи, датчики для диагностики заболеваний | Возможные применения графена                                             |
| Высокотемпературная сверхпроводимость | Системы входной части криогенного приемника ВЧ- и СВЧ-фильтров для базовых станций мобильных телефонов; прототипы в сухом льду; Гипотетические и эксперименты для более высоких температур | Медный провод, полупроводниковые интегральные схемы      | Проводники без потерь, подшипники качения, магнитная левитация , аккумуляторы большой емкости без потерь, электромобили, интегральные схемы и процессоры без нагрева |                                                                          |
| LiTraCon                              | Эксперименты, уже использованные для создания монумента «Ворота Европы» | Стекло                                                   | Строительство небоскребов, башен и скульптур, таких как «Ворота Европы». |                                                                          |
| Метаматериалы                         | Гипотетические, эксперименты | Классическая оптика                                      | Микроскопы, камеры, маскировка из основе метаматериалов. |                                                                          |
| Металлическая пена                    | Исследования, коммерциализация | Корпуса                                                  | Космические колонии, плавучие города |                                                                          |
| Многофункциональные конструкции       | Гипотетические, эксперименты, несколько прототипов, несколько коммерческих | Композитные материалы                                    | Широкий диапазон, например, самоконтроль, самовосстановление, морфинг. |                                                                          |
| Наноматериалы: углеродные нанотрубки  | Гипотетические, эксперименты, распространение, раннее использование | Конструкционная сталь и алюминий                         | Более прочные и легкие материалы, космический лифт | Возможные области применения углеродных нанотрубок, углеродного волокна. |
| Программируемая материя               | Гипотетические, эксперименты | Покрытия, катализаторы                                   | Широкий спектр, например, клэйтроника, синтетическая биология |                                                                          |
| Квантовые точки                       | Исследования, эксперименты, прототипы | LCD, LED                                                 | Лазер на квантовых точках, будущее использование в качестве программируемого материала в технологиях отображения (телевидение, проекция), оптической передаче данных (высокоскоростная передача данных), медицине (лазерный скальпель) |                                                                          |
| Силицен                               | Гипотетический, исследовательский | Полевые транзисторы                                      | |                                                                          |

## Поддисциплины
Основные отрасли материаловедения происходят из трёх основных классов материалов: керамики, металлов и полимеров:
- Керамическая инженерия
- Металлургия
- Наука о полимерах и полимерная инженерия

Есть также широко применимые, независимо от материалов, начинания.
- Характеризация материалов
- Вычислительное материаловедение
- Информатика материалов

В материаловедении также довольно много внимания уделяется конкретным явлениям и методам.
- Кристаллография
- Ядерная спектроскопия
- Наука о поверхности
- Трибология

## Направления исследований материаловедения
- Космическое материаловедение — создание и изучение материалов, которые пригодны для использования в космическом пространстве.[24]
- Реакторное материаловедение — создание и исследование материалов, используемых и предполагаемых к использованию в ядерных энергетических установках, а также выявление закономерностей деградации структуры и свойств материалов под влиянием раздельного и совместного воздействия высоких температур и облучения (например, нейтронами, ионами и т.п.).[25]
- Нанотехнология — создание и изучение материалов и конструкций размерами порядка нескольких нанометров.
- Кристаллография — изучение физики кристаллов, включает:
  - дефекты кристаллов — изучение нарушений структуры кристаллов, включения посторонних частиц и их влияние на свойства основного материала кристалла;
  - технологии дифракции, такие как рентгеноструктурный анализ, используемые для изучения фазового состояния вещества.
- Металлургия (металловедение) — изучение свойств различных металлов.
- Керамика, включает:
  - создание и изучение материалов для электроники, например, полупроводники;
  - структурная керамика, занимающаяся композитными материалами, напряжёнными веществами и их трансформациями.
  - Биоматериалы — исследование материалов, которые можно использовать в качестве имплантатов в человеческое тело - в том числе стоматологическое материаловедение, которое изучает качества, свойства, применение разных материалов (сплавов и пластмасс для протезных конструкций, композитных материалов для эндодонтии, помощных материалов в зуботехнической лаборатории и т.д.).

## Профессиональные общества
- Американское керамическое общество
- ASM International
- Ассоциация производителей чугуна и стали
- Общество исследования материалов
- Общество минералов, металлов и материалов